# Kvarteret Lusten

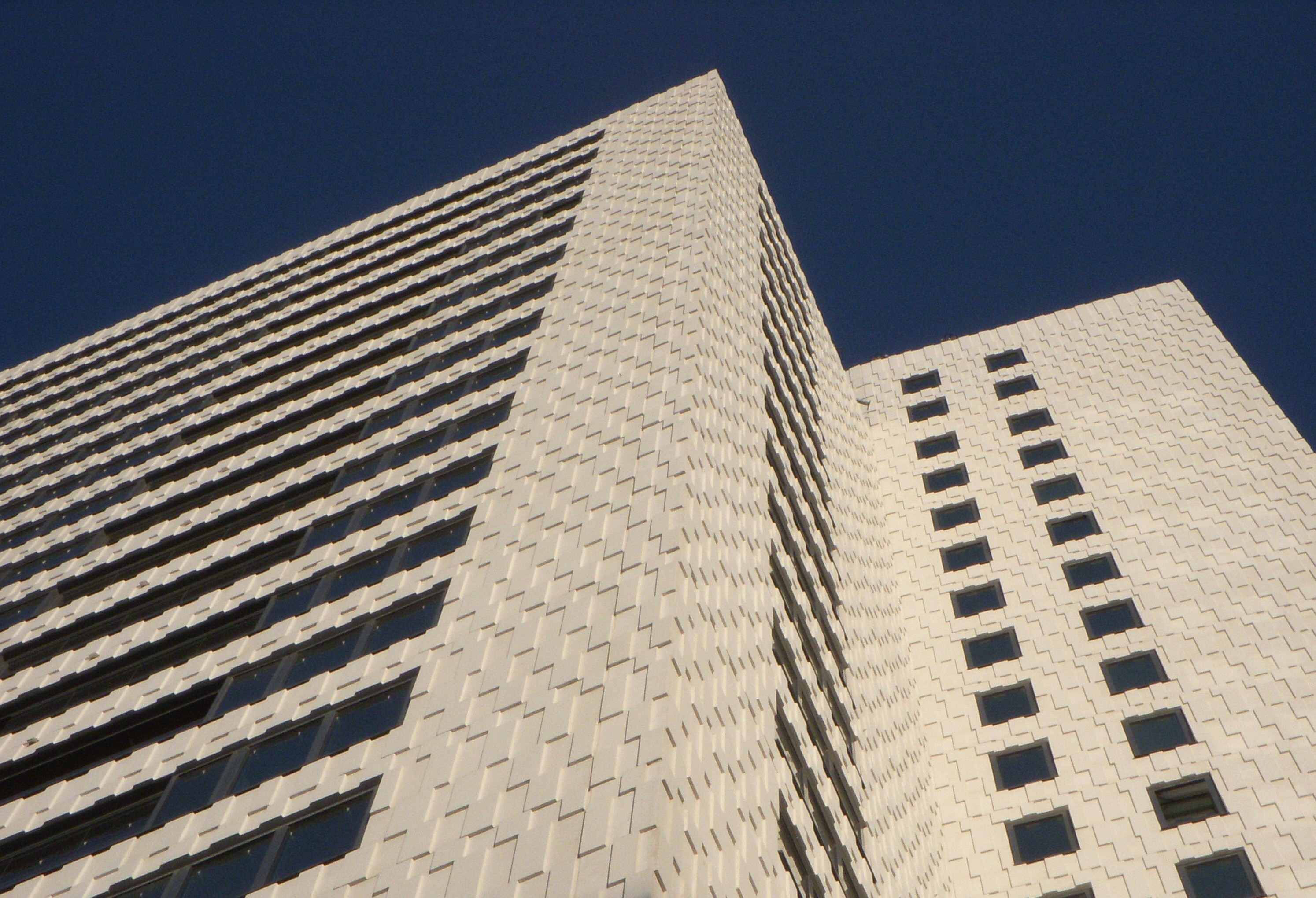
Lindhagsskrapan i januari 2012.

Kvarteret Lusten är ett nybyggt (2012) bostadsområde intill Ulvsundasjön på Hornsbergs strand i Kungsholmen, Stockholm. Ett av husen är ett 78 meter högt bostadshus med 24 våningar, som har blivit ett nytt inslag i västra Kungsholmens stadsbild. Byggnaden kallas även Lindhagsskrapan efter Albert Lindhagen och den intilliggande Lindhagensgatan.

## Bakgrund
Kvarteret Lusten (tidigare kvarteret Kojan) ingår i ett stadsutvecklingsprogram från 1999, där en successiv komplettering med bostäder och arbetsplatser sker när befintliga, oftast industriella verksamheter upphör eller flyttar. Ett program för nordvästra Kungsholmen beträffande utbyggnad, upprustning och förädling av stadsdelen beslutades i stadsbyggnadsnämnden i januari 2002.

## Historik

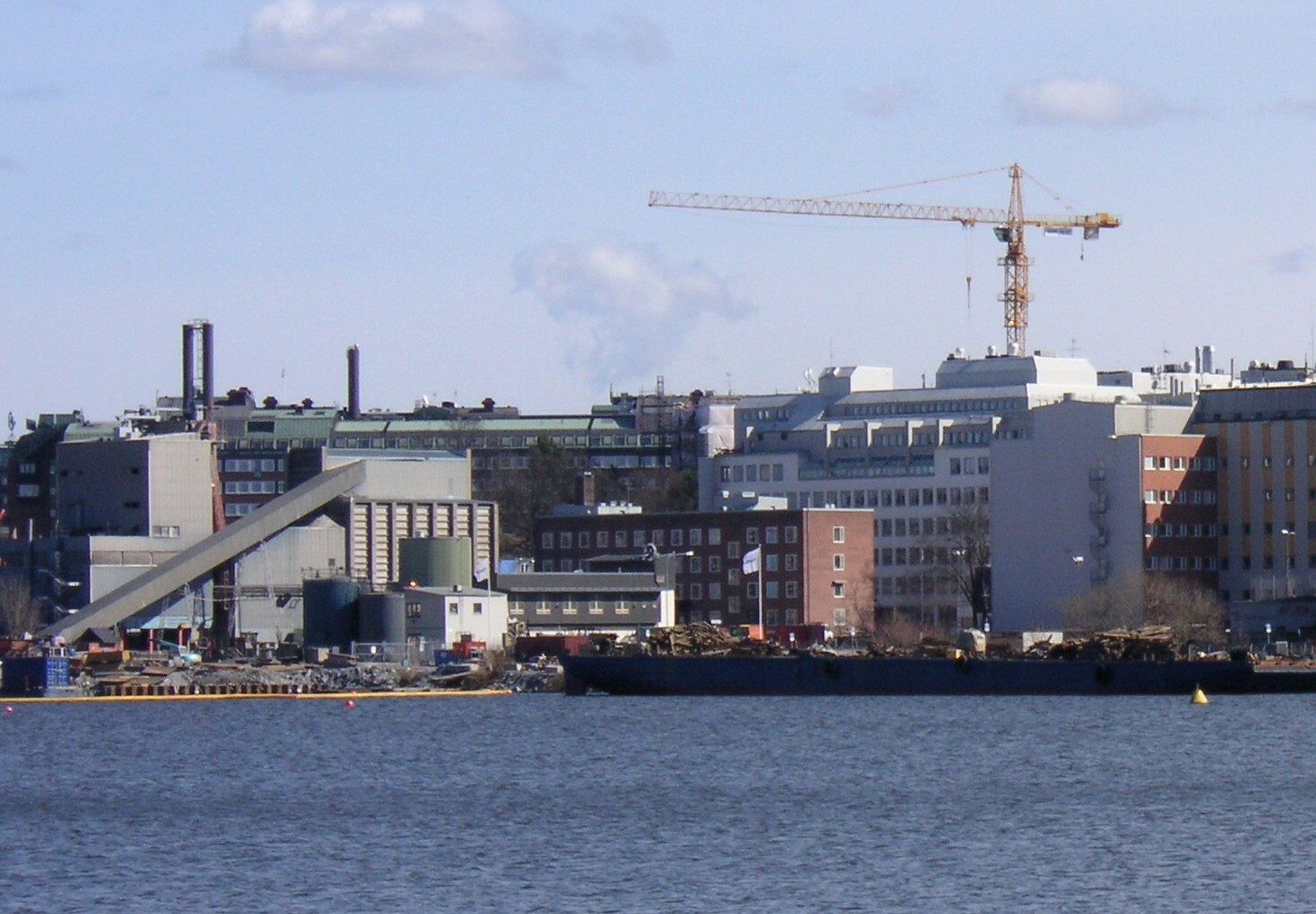
Hornsbergs asfaltverk (längs t.v.), 2008.

Fram till 1750-talet låg i närheten malmgården Stora Hornsberg som kompletterades på 1750-talet med en textilfabrik som senare gjordes om till sockerbruk. På 1870-talet var nordvästra Kungsholmen fortfarande oexploaterad. År 1876 förvärvades marken av Tomt AB Hornsberg som hade planer på att skapa en villastad på Kungsholmen. 
Den nya villastaden skulle ha romantiska kvartersnamn som Tillflykten, Lyckan, Paradiset och Lustgården. Kvarteret Kojan vid Ulvsundasjön är dock ett senare tillkommet namn av samma kategori. Det blev aldrig någon framgång och bolaget lyckades inte sälja en enda tomt. Idag påminner bara några av de romantiska kvartersnamnen om Hornsbergs villastad.
Sedan 1960-talets mitt skär Essingeleden rakt genom området och 1968 byggdes Hornsbergs asfaltverk i kvarteret Kojan. Asfaltverket revs hösten 2008 och verksamheten flyttades till Västberga. Därmed skapades plats för den nya bostadsbebyggelsen. Det tidigare kvarteret Kojan ombildades till bland annat kvarteren Sällheten, Lycksaligheten, Lyckolandet, Välgången och Lusten.

## Byggnaderna i Lusten

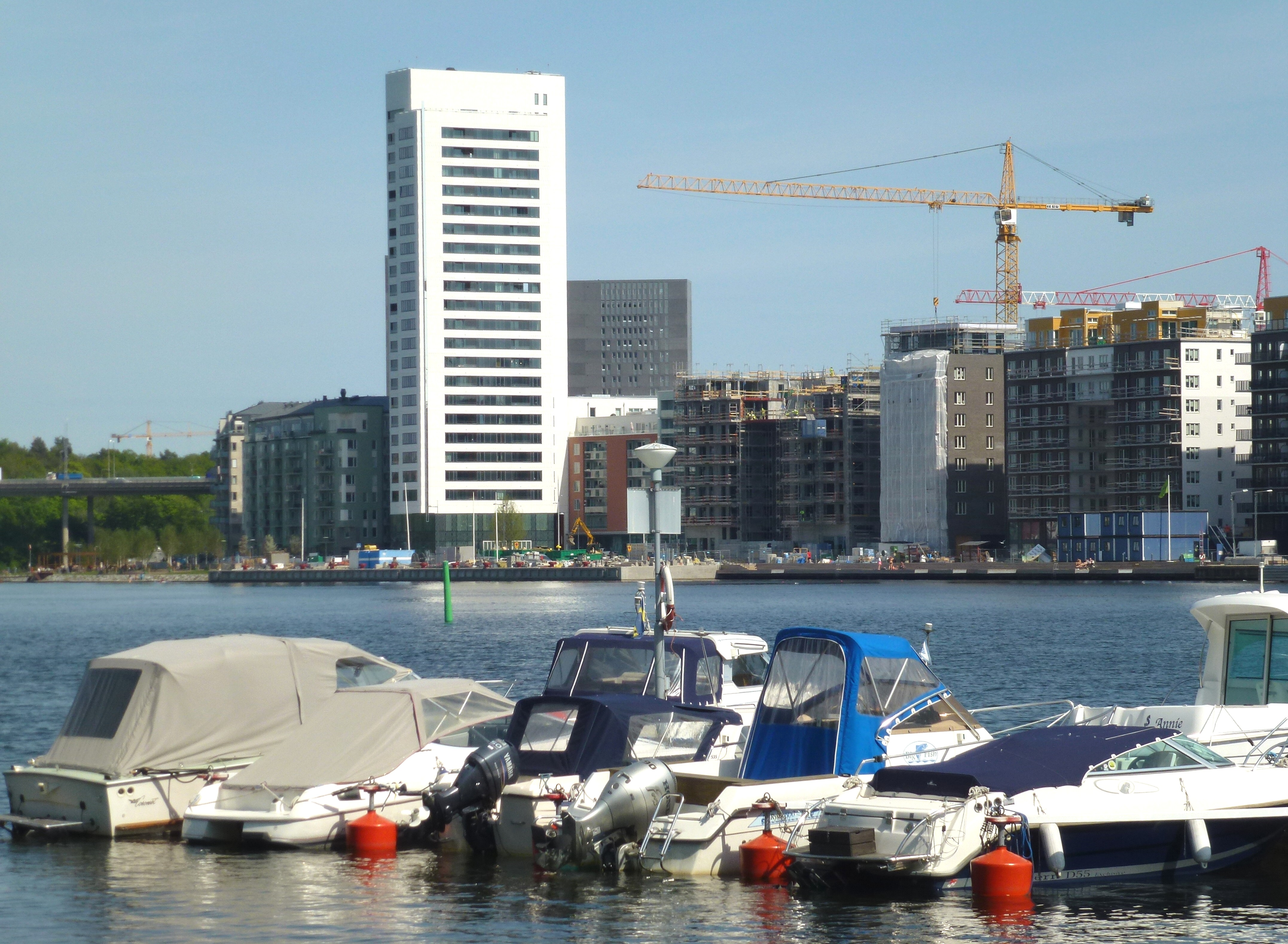
Hornsbergs strand och kvarteret Lusten.

Åren 2009 till 2012 lät AB Familjebostäder uppföra ett höghus med 24 våningar och 82 lägenheter samt två lägre hus med 6-7 våningar och 115 lägenheter. Arkitekt för höghusdelen, som även kallas Lindhagsskrapan, var Rosenbergs Arkitekter (genom Alessandro Ripellino) medan ÅWL Arkitekter ritade lågdelarna i kvarteret Lusten och kvarteret Välgången. Byggnaderna ligger intill ett nytt torg, kallad Moa Martinsons torg, som anlades i slutet av Lindhagensgatan. Torget koncipierades bilfritt. Höghusets två nedersta våningsplanen kommer att inrymma föreningslokaler, bibliotek och konstgalleri. Övriga våningar innehåller bostäder.
Den slanka huskroppen består av två, mot varandra förskjutna volymer. Fasaderna är byggda av prefabricerade betongelement i ljus betong med en tydlig mönsterrelief så att fogarna inte skall synas. De inglasade balkongerna är helt infällda i fasadlivet och markerar sig som breda parallella band, även tvåvåningssocken är inglasad med glas i screentryck som upptar fasadmönstert. Byggnaden var nominerad till Årets Stockholmsbyggnad 2012.

## Bilder från bygget

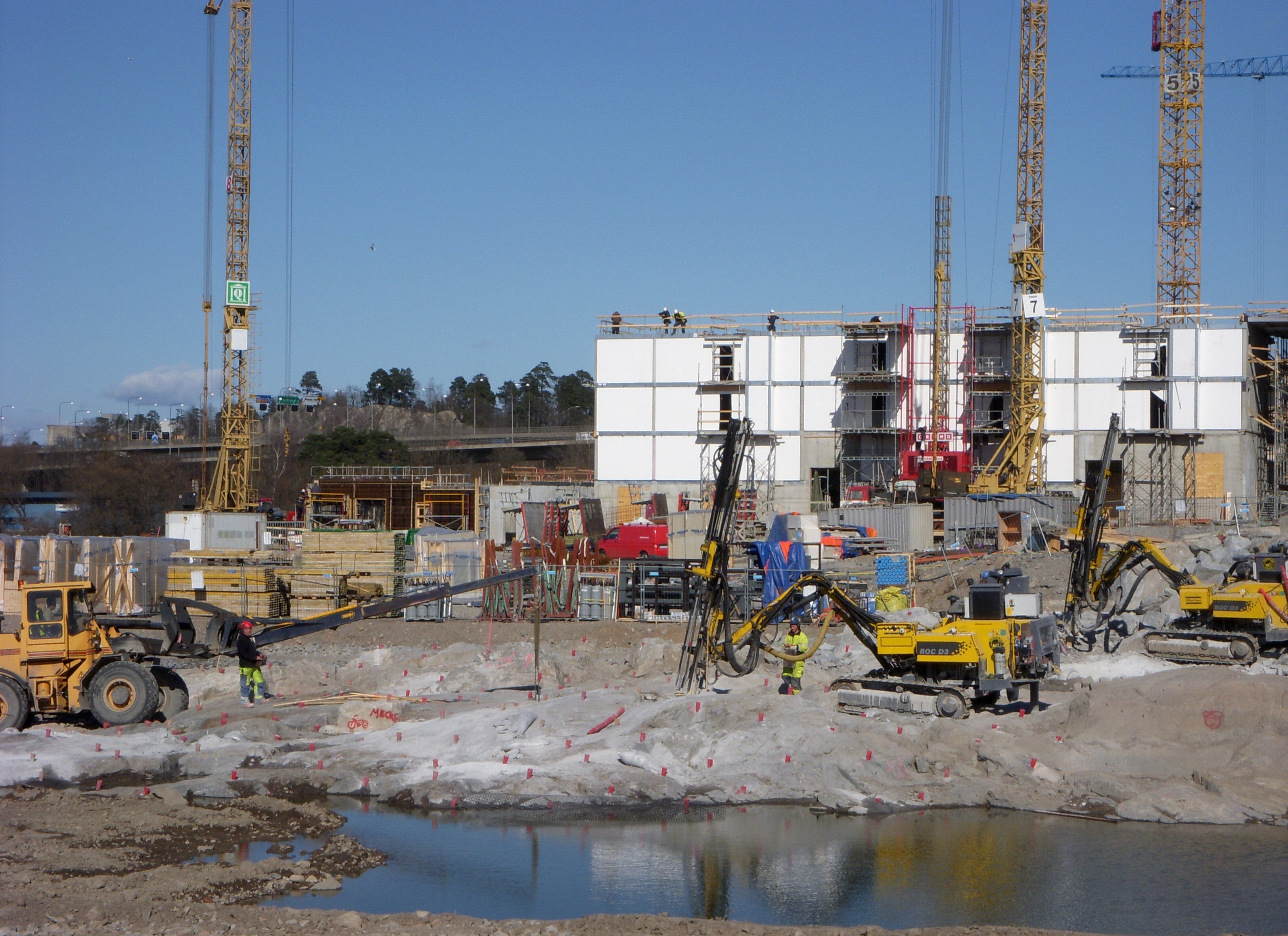
April 2009
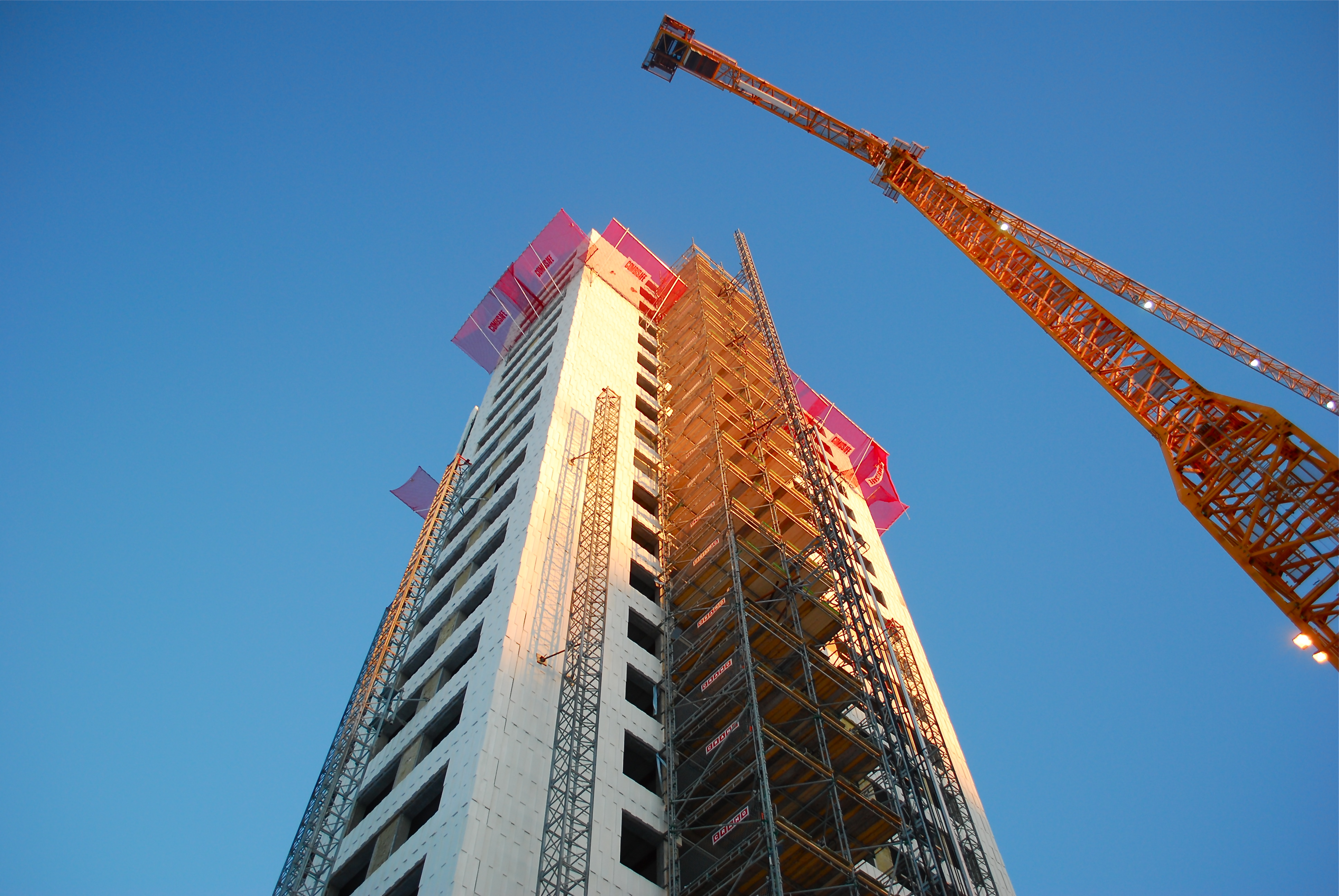
December 2010
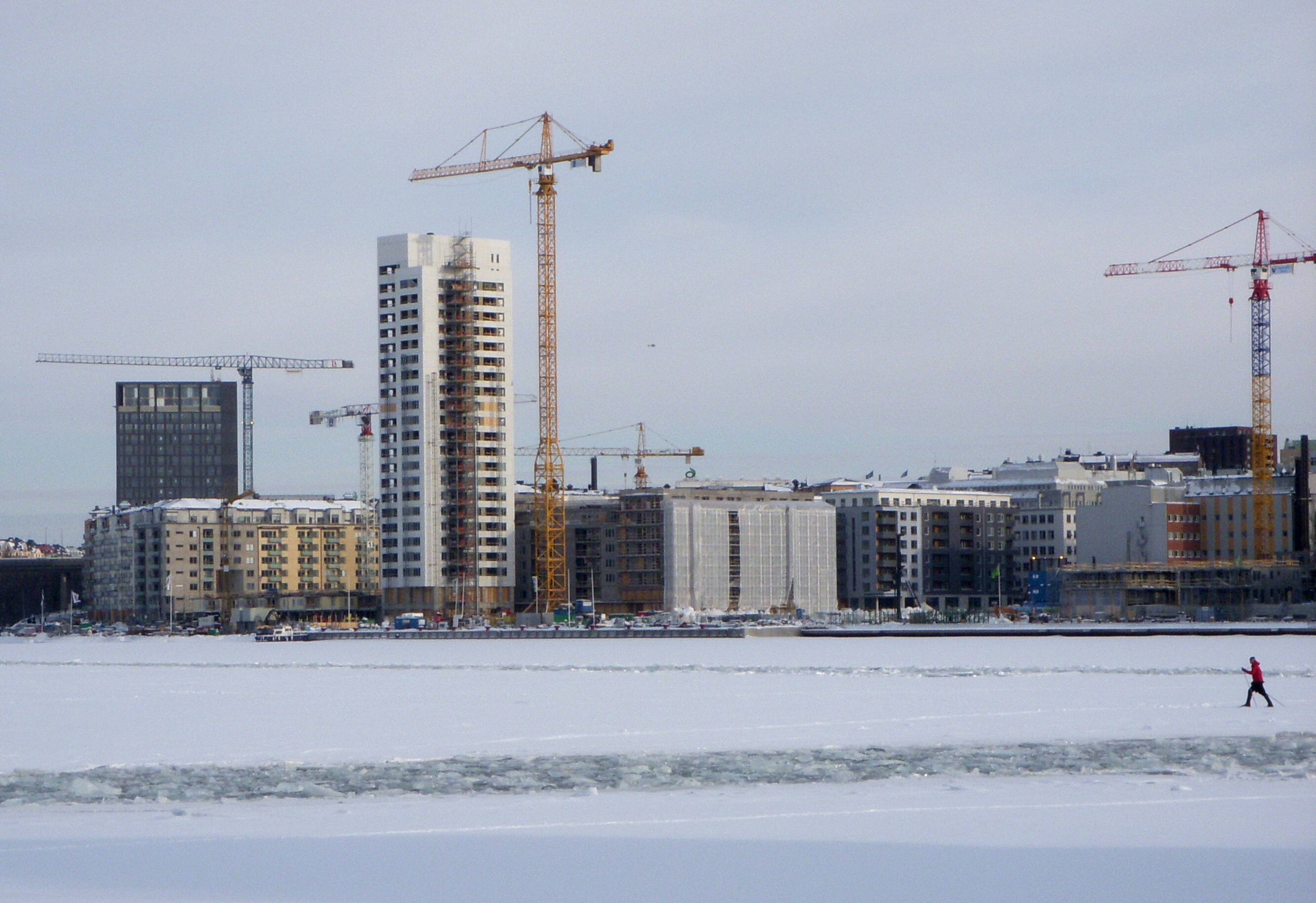
Februari 2011
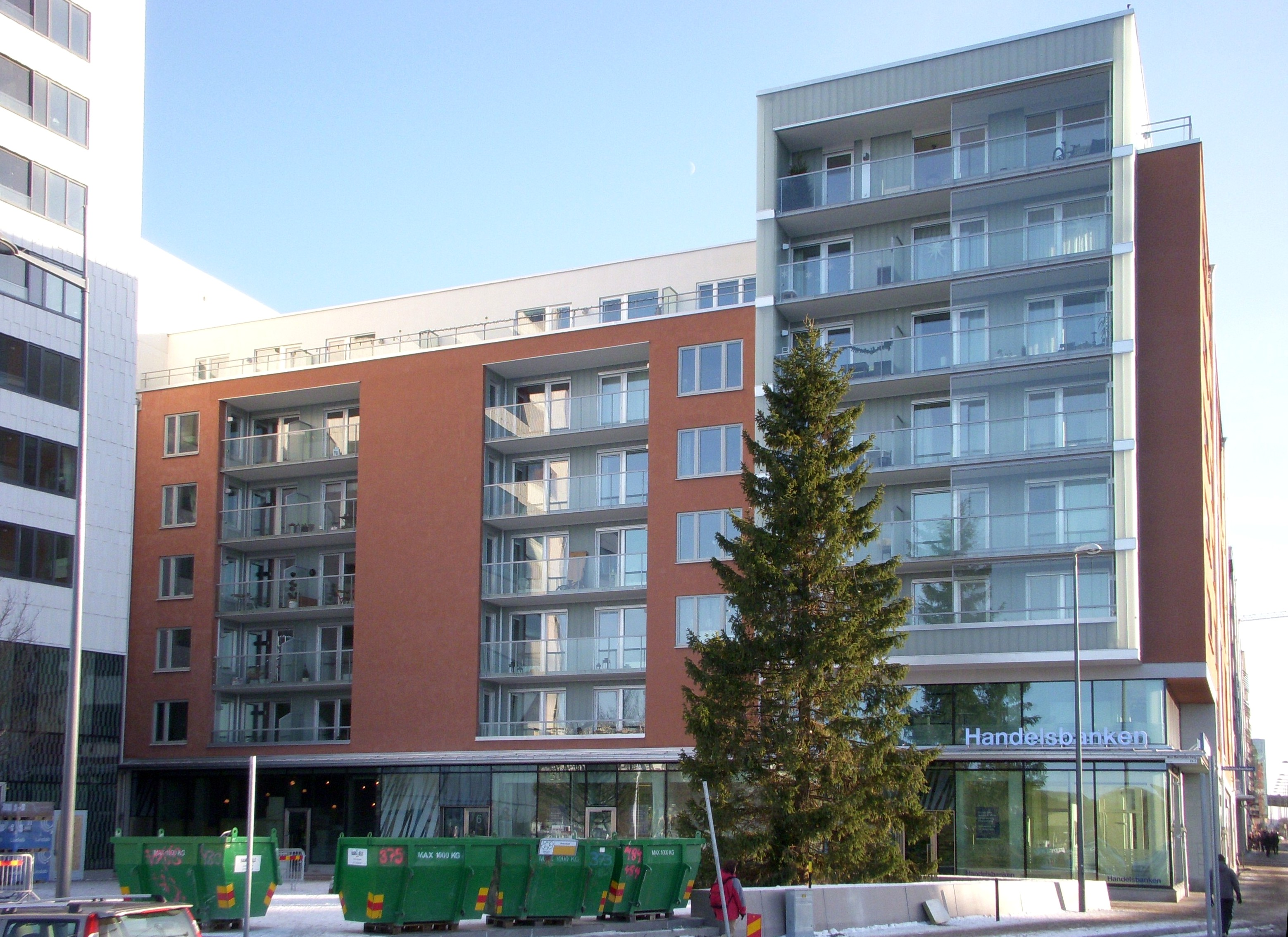
Lågdelen, januari 2012